# Wendy de Berger
Margarita Wendy Widmann Lagarde de Berger (n. 11 de agosto de 1946, Ciudad de Guatemala) fue la primera dama de Guatemala durante el período de 14 de enero de 2004 al 14 de enero de 2008, esposa del expresidente de Guatemala Lic.Oscar Berger.

## Biografía
Nació el 11 de agosto de 1946 en la Ciudad de Guatemala, región central de Guatemala, realizó sus estudios de primaria y secundaria en el Colegio Monte María, es la quinta de seis hijos del matrimonio de  Walter Widmann y Carlota Lagarde. En 1967 contrajo matrimonio con el expresidente de Guatemala Oscar Berger, con quien  procreó cinco hijos: Oscar, Denise, Juan Esteban, Francisco y Wendy Berger Widmann. Actualmente es abuela de 5 nietos. Su interés por las relaciones humanas le impulsó a realizar estudios de Sociología en el Trinity College, Washington D. C., Estados Unidos.

## Trayectoria política

### Primera dama de la ciudad
En 1991, Oscar Berger asume el cargo de alcalde metropolitano de la Ciudad de Guatemala, durante ocho años, como esposa del jefe edil y presidenta se encargó de la Secretaría de Asuntos Sociales de la Municipalidad, Wendy realizó diversos proyectos para favorecer a grupos vulnerables, como la niñez y la mujer.
Impulsó la construcción de vivienda mínima y fundó el centro escolar "Francisco Col" con el objetivo de que los niños egresados del jardín infantil continúen sus estudios. Así mismo, consolidó el "Programa de Guarderías" éste para niños y niñas de familias en situación de pobreza, a quienes en la actualidad se les brinda alimentación, educación, recreación y cuidado de la salud. En 1996 Wendy de Berger colabora con el programa "Eduquemos a la Niña", diseñado para formar y ayudar a niñas y adolescentes en condiciones precarias, otorgándoles becas de estudio y planes de desarrollo integral.
Durante la campaña por la presidencia del Lic. Oscar Berger en 2003, diseñó y ejecutó el "Plan Nacional de Cruzadas de Mujeres", con el objetivo de escuchar el sentir y profundizar en el pensamiento de la mujer guatemalteca en sus lugares de origen.

### Primera dama de Guatemala
El 14 de enero de 2004, asume la presidencia de la República el licenciado Oscar Berger, Wendy está al frente de la Secretaría de Obras Sociales de la Esposa del Presidente de la República de Guatemala por su siglas (SOSEP), cuya misión es promover y apoyar acciones en educación y salud que incidan de manera positiva en una generación de guatemaltecos y guatemaltecas sanos y con oportunidades de desarrollo. En este esfuerzo se le ha otorgado un espacio importante a la participación de la mujer.
Wendy de Berger se manifiesta con claridad la filosofía en los programas de desarrollo social: "Amigos de la Escuela", "Creciendo Bien", "Manos a la Obra" para que sean los miembros de sus comunidades los que generen su propio cambio. La esposa del expresidente Berger continua impulsando programas y proyectos sociales para beneficio de todos los guatemaltecos, especialmente aquellos que más necesitan la solidaridad de sus conciudadanos.